# Liste der Lieder von Emily Osment
Dies ist eine Liste der aufgenommenen und veröffentlichten Lieder der US-amerikanischen Sängerin Emily Osment. Die Titel sind alphabetisch sortiert. Sie gibt Auskunft über die Urheber und auf welchem Tonträger die Komposition erstmals zu finden ist.

## Eigenkompositionen

### #
| Titel                                       | Autoren                        | Album           | Jahr |
| ------------------------------------------- | ------------------------------ | --------------- | ---- |
| 1-800 Clap Your Hands (The Water Is Rising) | Emily Osment, Adam Schlesinger | Fight or Flight | 2010 |

### A
| Titel             | Autoren                                               | Album                | Jahr |
| ----------------- | ----------------------------------------------------- | -------------------- | ---- |
| All the Boys Want | Emily Osment, Matthew Blair, Ron Aniello              | Fight or Flight      | 2010 |
| All the Way Up    | Emily Osment, Anthony Fagenson, James Maxwell Collins | All the Right Wrongs | 2009 |
| Average Girl      | Emily Osment, Thomas Higgenson                        | All the Right Wrongs | 2009 |

### D
| Titel       | Autoren                        | Album           | Jahr |
| ----------- | ------------------------------ | --------------- | ---- |
| Double Talk | Emily Osment, Adam Schlesinger | Fight or Flight | 2010 |
| Drift       | Composer Designee              | —               | 2011 |

### F
| Titel               | Autoren                                  | Album                | Jahr |
| ------------------- | ---------------------------------------- | -------------------- | ---- |
| Found Out About You | Emily Osment, Matthew Bair, Tim Pagnotta | All the Right Wrongs | 2009 |

### G
| Titel                      | Autoren                                                  | Album           | Jahr |
| -------------------------- | -------------------------------------------------------- | --------------- | ---- |
| Get Yer Yah Yah's Out      | Emily Osment, David Gamson, Shelly Peiken, Oliver Leiber | Fight or Flight | 2010 |
| Gotta Believe in Something | Emily Osment, Derek Fuhrmann, Nellee Hooper              | Fight or Flight | 2010 |

### H
| Titel                  | Autoren                   | Album                   | Jahr |
| ---------------------- | ------------------------- | ----------------------- | ---- |
| Hero in Me             | Emily Osment              | Disney Channel Playlist | 2009 |
| Hush (mit Josh Ramsay) | Emily Osment, Josh Ramsay | —                       | 2011 |

### I
| Titel                       | Autoren                                               | Album                | Jahr |
| --------------------------- | ----------------------------------------------------- | -------------------- | ---- |
| I Don't Think About It      | Ilene Angel, Sue Fabisch                              | —                    | 2007 |
| I Hate the Homecoming Queen | Emily Osment, Anthony Fagenson, James Maxwell Collins | All the Right Wrongs | 2009 |

### J
| Titel                    | Autoren                        | Album           | Jahr |
| ------------------------ | ------------------------------ | --------------- | ---- |
| Jerkface Loser Boyfriend | Emily Osment, Adam Schlesinger | Fight or Flight | 2010 |

### L
| Titel            | Autoren                               | Album           | Jahr |
| ---------------- | ------------------------------------- | --------------- | ---- |
| Let's Be Friends | Emily Osment, Toby Gad, Mandi Perkins | Fight or Flight | 2010 |
| Lovesick         | Emily Osment, Toby Gad, Lindy Robbins | Fight or Flight | 2010 |

### M
| Titel   | Autoren                        | Album           | Jahr |
| ------- | ------------------------------ | --------------- | ---- |
| Marisol | Emily Osment, Adam Schlesinger | Fight or Flight | 2010 |

### O
| Titel             | Autoren                                               | Album                | Jahr |
| ----------------- | ----------------------------------------------------- | -------------------- | ---- |
| One of Those Days | Emily Osment, Anthony Fagenson, James Maxwell Collins | All the Right Wrongs | 2009 |

### T
| Titel         | Autoren                      | Album           | Jahr |
| ------------- | ---------------------------- | --------------- | ---- |
| The Cycle     | Emily Osment, Derek Fuhrmann | Fight or Flight | 2010 |
| Truth or Dare | Emily Osment, Matthew Blair  | Fight or Flight | 2010 |

### U
| Titel      | Autoren                                               | Album                | Jahr |
| ---------- | ----------------------------------------------------- | -------------------- | ---- |
| Unaddicted | Emily Osment, Anthony Fagenson, James Maxwell Collins | All the Right Wrongs | 2009 |

### W
| Titel                           | Autoren                          | Album                  | Jahr |
| ------------------------------- | -------------------------------- | ---------------------- | ---- |
| What About Me                   | Emily Osment, Matthew Bair       | All the Right Wrongs   | 2009 |
| Wherever I Go (mit Miley Cyrus) | Adam Watts, Andy Dodd, HitmanKTI | Hannah Montana Forever | 2010 |

### Y
| Titel                | Autoren                                               | Album                | Jahr |
| -------------------- | ----------------------------------------------------- | -------------------- | ---- |
| You Are the Only One | Emily Osment, Anthony Fagenson, James Maxwell Collins | All the Right Wrongs | 2009 |
| You Get Me Through   | Emily Osment, Adam Schlesinger                        | Fight or Flight      | 2010 |

## Coverversionen
| Titel                                                    | Autoren                              | Album                | Jahr |
| -------------------------------------------------------- | ------------------------------------ | -------------------- | ---- |
| I Feel the Earth Move (Micky Dolenz feat. Emily Osment)  | Carole King                          | —                    | 2010 |
| If I Didn't Have You (mit Mitchel Musso)                 | Randy Newman                         | Disneymania 6        | 2008 |
| Once Upon a Dream                                        | Jack Lawrence, Sammy Fain            | Princess Disneymania | 2008 |
| Run, Rudolph, Run                                        | Chuck Berry, Marvin Brodie, J. Marks | —                    | 2009 |
| You've Got a Friend (Billy Ray Cyrus feat. Emily Osment) | Carole King                          | Home at Last         | 2007 |